# Aspidopygia peruana
Aspidopygia peruana är en insektsart som beskrevs av Max Beier 1962. Aspidopygia peruana ingår i släktet Aspidopygia och familjen vårtbitare. Inga underarter finns listade i Catalogue of Life.